# UNITER 2017
Ediția a XXV-a a Premiilor UNITER a avut loc luni, 8 mai 2017 la Teatrul Național „Mihai Eminescu” din Timișoara. Juriul de nominalizări a fost alcătuit din criticii de teatru: Monica Andronescu, Alice Georgescu și Mircea Morariu.

## Nominalizări și câștigători
Câștigătorii apar cu font îngroșat.

### Cel mai bun spectacol
- Amadeus, direcția de scenă Victor Ioan Frunză la Teatrul Metropolis București;
- Artists Talk, un spectacol de Gianina Cărbunariu, la ARCUB – Centrul Cultural al municipiului București. Co-producător Asociația Piese Refractare.
- PASĂREA RETRO se lovește de bloc și cade pe asfaltul fierbinte, scenariul și regia Radu Afrim, la Teatrul Național Târgu-Mureș – Compania „Tompa Miklós”

### Cel mai bun regizor
- Yuri Kordonsky pentru regia spectacolului În adâncuri la Teatrul Maghiar de Stat Cluj
- Victor Ioan Frunză pentru regia spectacolului Amadeus la Teatrul Metropolis București
- Bobi Pricop pentru regia spectacolului O întâmplare ciudată cu un câine la miezul nopții la Teatrul Național „I.L.Caragiale” din București

### Cel mai bun actor în rol principal
- Andrei Huțuleac pentru rolul Wolfgang Amadeus Mozart, compozitor din spectacolul Amadeus  la Teatrul Metropolis București
- Richard Bovnoczki pentru rolul Ciki din spectacolul No man’s land la Teatrul Național „I.L.Caragiale” din București
- Ciprian Nicula pentru rolul Christopher din spectacolul O întâmplare ciudată cu un câine la miezul nopții la Teatrul Național „I.L.Caragiale” din București

### Cea mai bună actriță în rol principal
- Ana Ularu pentru rolul A din spectacolul O intervenție la Teatrul ACT București
- Alina Petrică pentru rolul titular din spectacolul Aglaja la Centrul European Cultural și de Tineret pentru UNESCO „Nicolae Bălcescu” București
- Mihaela Trofimov pentru rolul titular din spectacolul Molly Sweeney la Teatrul UNTEATRU București

### Cel mai bun actor în rol secundar
- Gheorghe Visu pentru rolul Nozdrióv, moșier din spectacolul Suflete moarte la Teatrul de Comedie București
- Miklós Bács pentru rolul Satin din spectacolul În adâncuri la Teatrul Maghiar de Stat Cluj
- Conrad Mericoffer pentru rolul Sergius din spectacolul Soldatul de ciocolată la Teatrul Odeon București

### Cea mai bună actriță în rol secundar
- Ana Ciontea pentru rolul Koróbocika, Nastasía Petróvna, moșiereasă din spectacolul Suflete moarte la Teatrul de Comedie București
- Ana Bianca Popescu pentru rolul Luka din spectacolul Soldatul de ciocolată la Teatrul Odeon București
- Antoaneta Zaharia pentru rolul Ecaterina din spectacolul Soldatul de ciocolată la Teatrul Odeon București

### Cea mai bună scenografie
- Dragoș Buhagiar pentru scenografia spectacolului Cafeneaua la Teatrul Național „Vasile Alecsandri” Iași
- Adrian Damian pentru scenografia spectacolului Iarna la Teatrul „Nottara” București
- Irina Moscu pentru scenografia spectacolului PASĂREA RETRO se lovește de bloc și cade pe asfaltul fierbinte la Teatrul Național Târgu-Mureș – Compania „Tompa Miklós”

### Cel mai bun spectacol de teatru radiofonic
- Biblia Neagră a lui William Blake, scenariul și regia artistică Ilinca Stihi, producție a Societății Române de Radiodifuziune
- Dada Cabaret după Matei Vișniec, adaptarea radiofonică și regia artistică Mihai Lungeanu, producție a Societății Române de Radiodifuziune
- Poveste despre tatăl meu de Radu F. Alexandru, regia artistică Gelu Colceag, producție a Societății Române de Radiodifuziune

### Cel mai bun spectacol de teatru TV
- Vandalul de Hamish Linklater, regia și adaptarea Andreea Vulpe, coproducție a Societății Române de Televiziune
- Livada de vișini de A.P. Cehov, regia Alexandru Lustig, producție a Societății Române de Televiziune
- Jocul de-a vacanța de Mihail Sebastian, regia Anca Maria Colțeanu, producție a Societății Române de Televiziune

### Debut
- Iustinian Turcu pentru rolul Georg din spectacolul Martiri la Teatrul Național „Radu Stanca” Sibiu – Secția Germană
- Radu Brănici pentru rolul Morritz din spectacolul Deșteptarea primăverii la Teatrul German de Stat Timișoara
- Lavinia Pele pentru rolul Doruleț din spectacolul Visul unei nopți de iarnă la Teatrul „Tony Bulandra” Târgoviște

### Premiul pentru cea mai bună piesă românească
- Petre Barbu

### Premiul pentru critică teatrală
- Doina Papp
- Alina Epîngeac
- Mirella Nedelcu Patureau

### Premiul de Excelență
- regizorul Victor Ioan Frunză

### Premiul Mecena
- Mircea Stoian

### Premiul pentru întreaga activitate
- actor: Dionisie Vitcu
- actriță: Mariana Mihuț
- scenografie: Luana Drăgoiescu
- critică teatrală: Mariana Voicu

### Premii speciale
- pentru Teatrul de păpuși: Eugenia Tărășescu-Jianu
- pentru o viață dedicată teatrului național din Timișoara: Irene Flamann Catalin

### Premiul președintelui UNITER
- Simona Noiman

## Alte premii

### Premiul pentru activitatea de sprijinire și promovare a relațiilor culturale româno-britanice
- Marina Constantinescu